# Тогузов Володимир Таймуразович
Володи́мир Таймура́зович То́гузов (рос. Влади́мир Таймура́зович То́гузов, ос. Тогызты Таймуразы фырт Владимир; нар. 31 серпня 1966, Потсдам, НДР) — радянський, російський і український борець вільного стилю.